# ミズオポッサム

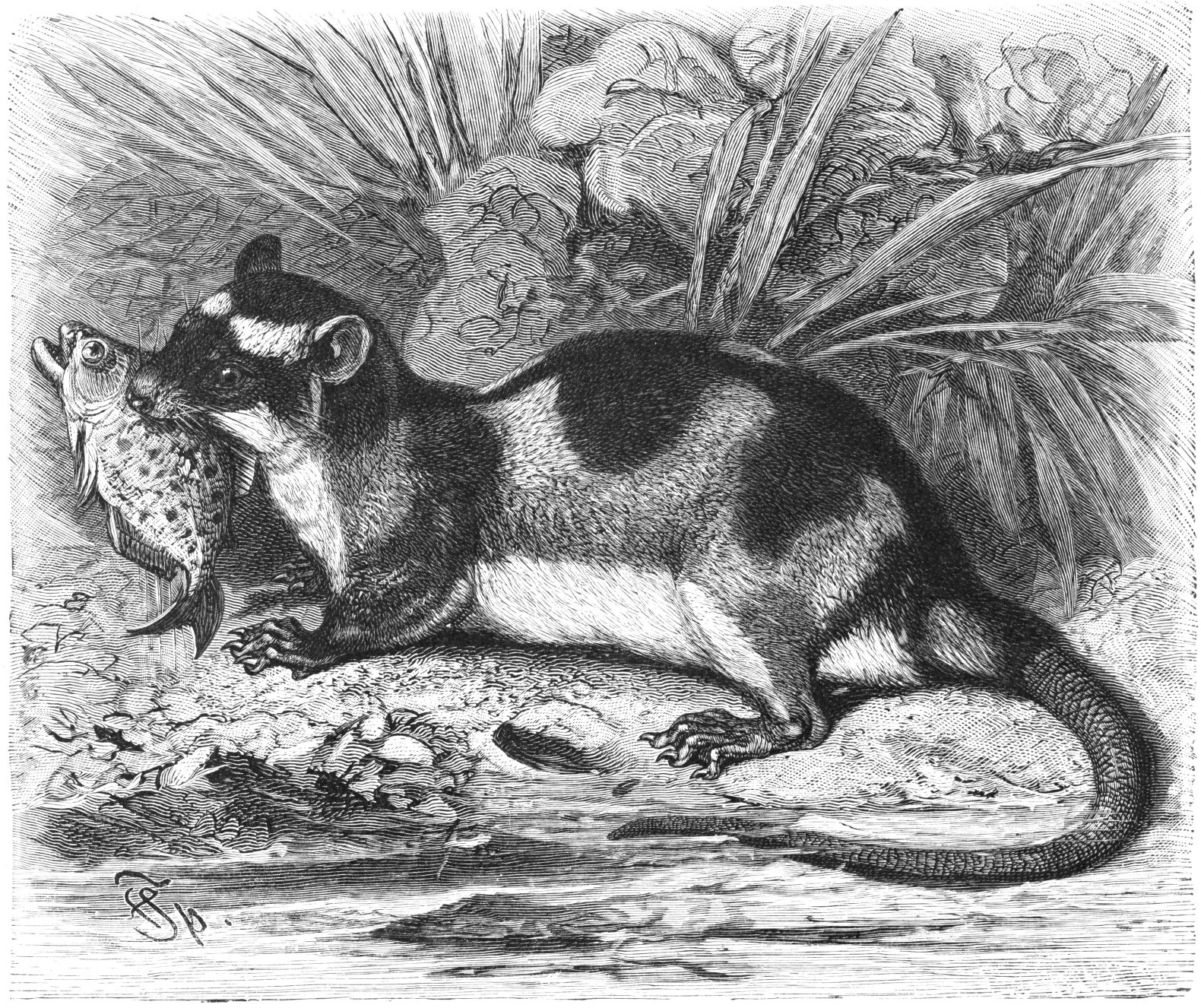
ミズオポッサム

ミズオポッサム（Chironectes minimus）哺乳綱有袋類オポッサム科に属す種。本種のみでミズオポッサム属（Chironectes）を構成する。半水生であり、メキシコから中央アメリカ、南アメリカ、アルゼンチンまでの淡水の小川や湖の近くで見られる。有袋類では最も水生の強い種である。 (半水生の有袋類は他にLutreolinaがいる)。
本種はまた、両方の性に袋がある唯一の現生有袋類である。（フクロオオカミ（現在は絶滅）にもこの特徴があった。）
岸辺の巣穴に住み、日没後に現れ、泳いで魚、甲殻類、その他の水生動物を捕獲し、岸で食べる。

## 形態的特徴
体長27-32.5cm、尾長36-40cm。毛皮は灰色と黒の大理石模様で、尾は基部の毛が黒く、端は黄色または白。後足には水かきがあるが、前足にはない。尾と水かきのある後ろ足で推進力を生み、前足で獲物を感知して掴むことが可能である。他のオポッサムと異なり、総排泄孔は持たない。

## 水生適応
毛皮は短く密度が高く、撥水性がある。 広い後足は水かきがあり、水中を推進するために使用される。長い尾は泳ぐのに役立つ。
有袋類かつ水生である本種は、遊泳中に子供を守る方法を進化させている。筋肉の強力な輪によって袋（後部に開く）への水の侵入を防ぐことが可能であり、母親が完全に水に浸かっていても袋の中の仔は水に浸かることがない。オスにも（メスほど防水性はないものの）袋があり、泳ぐ前に生殖器を入れることで、水生植物に絡まるのを防ぎ、水の抵抗を減らしている。